# 橘子洲駅
橘子洲駅（きっししゅうえき）は、中華人民共和国湖南省長沙市岳麓区にある長沙地下鉄2号線の駅である。

## 駅構造
- 島式ホーム1面

## 駅周辺
- 橘子洲[1]
- 青年毛沢東の芸術彫刻
- 湘江